# Ка д'Еузепио (Пезаро и Урбино)
Ка д'Еузепио је насеље у Италији у округу Пезаро и Урбино, региону Марке.
Према процени из 2011. у насељу је живело 20 становника. Насеље се налази на надморској висини од 494 м.